# Nord-Ndebele
Nord-Ndebele (Eigenbezeichnung: isiNdebele) ist neben Shona die zweite Hauptsprache in Simbabwe, gesprochen von den etwa zwei Millionen amaNdebele vorwiegend im Matabeleland. Sie gehört zu den 16 Amtssprachen Simbabwes.
Im Nordosten Botswanas und im Caprivizipfel Namibias werden zusammen etwa 100.000 Sprecher dieser Sprache geschätzt. Es gehört zu den Nguni-Sprachen. Das in Südafrika gesprochene Süd-Ndebele, das ebenfalls isiNdebele genannt wird, ist stärker mit den Sotho-Tswana-Sprachen verwandt. Zwischen beiden Sprachgebieten liegen die der Venda der Nord-Sotho.

## Synonyme
Ndebele, isiNdebele, Sindebele, Tabele, Tebele

## Klassifikation
Sprachfamilie: Bantu
Gruppe: Südöstliches Bantu (auch Ntu)
Untergruppe: Nguni (Zunda)
SIL-Code: NDF
ISO 639-1: nd
ISO 639-2: nde

## Geschichte der amaNdebele
Im frühen 19. Jahrhundert trennten sich die amaNdebele von den Zulu und zogen zunächst westwärts in die Gegend des heutigen Pretoria, wo als Fremdbezeichnung durch Nachbarvölker auch der Name Ndebele aufkam. Ein Teil der Ndebele blieb dort. In ihrer Sprache vereinigten sich Elemente von Nguni- und Sotho-Tswana Sprachen. Der größere Teil zog weiter ins heutige Simbabwe und unterwarf die dort ansässigen Shona. Die Sprache der simbabwischen Ndebele enthält kaum Elemente der Sotho-Tswana Sprachen.

## Sprachliche Besonderheit
Die meisten afrikanischen Sprachen kennen entweder R oder L; isiNdebele ist eine Sprache mit L. Einige Wörter, die in anderen Bantusprachen mit R gesprochen werden, haben auf Ndebele ein L und sind ansonsten ähnlich. Außerdem zeichnet sich Ndebele durch Klicklaute aus.

## Aussprache der Buchstaben
a wie in Abend
b wie im Deutschen, aber etwas weicher zum W hin
bh härter und betonter als im Deutschen
c Zahnklick (siehe unten)
d ähnlich wie im Deutschen, etwas mehr an den Vorderzähnen
dl ein verschmolzener Laut, der sehr weich, fast wie GL gesprochen wird
e wie in Wetter, je nach Betonung auch länger
f wie im Deutschen
g weich und leicht zum R hin gerieben
hh ähnlich dem englischen W (world), nur noch weicher
hl wie das walisische LL, also ein stark eingerolltes, zum J verschobenes L
i wie im Deutschen
j wie im Englischen (job)
k wie G im Deutschen
kh wie K im Deutschen
l etwas runder als im Deutschen, ähnlich dem Niederländischen oder Englischen
m, n, ng wie im Deutschen
ny wie nj (Anja)
o offenes O (Loch), auch länger als im Deutschen
p wie im Französischen (mit weniger H und etwas weicher)
ph wie P im Deutschen (mit mehr H und schärfer)
q Gaumenklick (siehe unten)
s scharfes S (Wasser)
t wie im Französischen (mit weniger H und etwas weicher)
th wie im Deutschen (mit mehr H und schärfer)
tlh T mit HL (siehe oben)
tj ein mit wenig Luft gesprochenes TSCH (aber kein DSCH)
tjh ein mit mehr gestoßener Luft gesprochenes TSCH
tsh wie ein mit sehr viel ausgestoßener Luft gesprochenes TSCH
ts wie das deutsche Z, sehr scharf gesprochen
u geschlossenes, mittelkurzes U (Kurve)
v wie das deutsche W (Welle)
w wie das englische W (water)
x seitlicher Klick (siehe unten)
y wie das deutsche J
z stimmhaftes S (singen)

## Aussprache der Klicklaute
c Zahnklick
Die Zungenspitze gegen die Vorderzähne pressen, dann schnell zurückziehen und gleichzeitig das Hintere der Zunge vom weichen Gaumen nehmen. Der Zahnklick ist vergleichbar dem Ton, den man macht, wenn man etwas aus den Zähnen saugt, oder auch einem freundschaftlich-tadelnden ts-ts-ts.
q Gaumenklick
Die Zungenspitze gegen den vorderen Gaumen pressen, dann weiter wie beim Zahnklick. Der Klang ist ähnlich wie wenn man versucht, einen gezogenen Korken zu imitieren.
x seitlicher Klick

Die Zungenspitze an den harten Gaumen legen, wie wenn man ein N aussprechen wollte. Eine Seite der Zunge an die Seite des Kiefers pressen. Dann, ohne die Zungenspitze vom Gaumen zu nehmen, die Zungenseite scharf vom Kiefer ablösen. Der entstehende Ton ist verschieden von den beiden vorigen, er wird bei uns manchmal bedauernd gemacht, oder auch beim Anspornen.